# Adrienne Paule Zamdjio
Adrienne Paule Zamdjio est une femme politique camerounaise. Elle est le maire de Fokoué.

## Biographie

### Enfance, éducation et débuts
Adrienne Paule Zamdjio est née le 12 juin 1960. Elle est diplômée de l'ENAM.

### Carrière
Elle est maire de la commune de Fokoué,,. Elle participe à l'ouverture d'une voie de contournement à la suite de la fermeture de la route après le double éboulement du 5 novembre 2024 de la falaise de Dschang.